# Nedbør
Nedbør er en fællesbetegnelse for hydrometeorer, dvs. vand i en eller flere former, som dannes i og falder fra himlens skyer; i stærk kulde kan vanddamp dog uden for skyer skifte fase direkte til iskrystaller kaldet isnåle.
Der findes følgende nedbørtyper: regn, sne, hagl, isslag, kornsne, iskorn, og slud.
I Danmark måles nedbør i antal millimeter (højde).